# Notophycis
Notophycis is een geslacht van straalvinnige vissen uit de familie van diepzeekabeljauwen (Moridae).

## Soorten
- Notophycis fitchi Sazonov, 2001.
- Notophycis marginata (Günther, 1878).